# Польско-саксонский янычарский тесак
Тесак саксонский янычарского корпуса обр. 1729 г. — образец холодного оружия, состоявший на вооружении янычарского корпуса (батальона) саксонского курфюрста (с 1694) и польского короля (с 1697 года) Августа II.

## История
Янычарский корпус в составе королевской гвардии был сформирован в 1729 году полковником Кристофом фон Унрухом. Корпус состоял из четырёх рот, по 100 человек в каждой, размещённых в Варшаве и Дрездене. Личный состав набирался в основном из поляков и венгров. Корпус просуществовал недолго, уже в 1731 году он был расформирован, личный состав вошёл в состав новосформированного гренадерского батальона графа Фризе. Во времена правления Августа II это было уже второе формирование подобного отряда. В первый раз недолго просуществовавший янычарский отряд был сформирован специально по случаю свадьбы сына Августа (будущего польского короля Августа III) с Марией Жозефой, произошедшей в 1719 году.

## Описание
Клинок стальной прямой однолезвийный, с одним широким долом, боевой конец двулезвийный. На клинке возле эфеса выбит вензель Августа в виде сплетённых букв AR (Augustus Rex) под короной, помещённый в картуш восточного стиля. Вензель правильно читается при положении клинка острием вверх. Эфес латунный, литой, рукоять и крестовина составляют одно целое. Крестовина короткая, концы скруглены и загнуты к клинку. Центр перекрестья оформлен в виде ромба, в центре которого с обеих сторон также помещён королевский вензель, развёрнутый в противоположном направлении относительно вензеля на клинке — он правильно читается при положении оружия острием вниз. Черен рукояти асимметричной формы, покрыт рельефным рисунком в виде «ёлочки». У тесаков унтер-офицеров поверхность черена и концы крестовины покрывались серебром. Форма эфеса подражает эфесам польских сабель-карабел.
Ножны деревянные, обтянутые кожей чёрного цвета. Прибор ножен латунный, состоит из устья, гайки и наконечника покрытых рельефным узором в виде «ёлочки». На устье и гайке находятся по одному неподвижному колечку для пасовых ремней. Длина ножен 700—705 мм. Носились тесаки за спиной.

## Известные сохранившееся экземпляры
В Музее Войска Польского имеются два янычарских тесака (инвентарные номера MWP 2022*/1-2 и MWP2030*). В музее Ливрусткамарен один (инвентарный номер LRK 7211).